# العلاقات الإندونيسية الموزمبيقية
العلاقات الإندونيسية الموزمبيقية هي العلاقات الثنائية التي تجمع بين إندونيسيا وموزمبيق.

## مقارنة بين البلدين
هذه مقارنة عامة ومرجعية للدولتين:
| وجه المقارنة                                              | إندونيسيا         | موزمبيق          |
| --------------------------------------------------------- | ----------------- | ---------------- |
| المساحة (كم2)                                             | 1.90 مليون        | 801.59 ألف       |
| عدد السكان (نسمة)                                         | 263.99 مليون      | 29.67 مليون      |
| الكثافة السكانية (ن./كم²)                                 | 138.94            | 37.01            |
| العاصمة                                                   | جاكرتا            | مابوتو           |
| اللغة الرسمية                                             | اللغة الإندونيسية | اللغة البرتغالية |
| العملة                                                    | روبية إندونيسية   | متكال موزمبيقي   |
| الناتج المحلي الإجمالي (بليون دولار)                      | 1.02 تريليون      | 12.33 مليار      |
| الناتج المحلي الإجمالي (تعادل القوة الشرائية) بليون دولار | 2.85 تريليون      | 33.35 مليار      |
| الناتج المحلي الإجمالي الاسمي للفرد دولار أمريكي          | 3.35 ألف          | 529              |
| الناتج المحلي الإجمالي للفرد دولار أمريكي                 | 10.52 ألف         | 1.13 ألف         |
| مؤشر التنمية البشرية                                      | 0.684             | 0.416            |
| رمز المكالمات الدولي                                      | +62               | +258             |
| رمز الإنترنت                                              | .id               | .mz              |
| المنطقة الزمنية                                           |                   | ت ع م+02:00      |

## منظمات دولية مشتركة
يشترك البلدان في عضوية مجموعة من المنظمات الدولية، منها:
| علم المنظمة | اسم المنظمة                               | تاريخ انضمام إندونيسيا | تاريخ انضمام موزمبيق |
| ----------- | ----------------------------------------- | ---------------------- | -------------------- |
|             | الاتحاد البريدي العالمي                   | ?                      | ?                    |
|             | مؤسسة التنمية الدولية                     | 20 أغسطس 1968          | 24 سبتمبر 1984       |
|             | منظمة حظر الأسلحة الكيميائية              | ?                      | ?                    |
|             | منظمة التجارة العالمية                    | ?                      | ?                    |
|             | الأمم المتحدة                             | 28 سبتمبر 1950         | 16 سبتمبر 1975       |
|             | وكالة ضمان الاستثمار متعدد الأطراف        | 12 أبريل 1988          | 23 نوفمبر 1994       |
|             | منظمة الشرطة الجنائية الدولية             | 5 أكتوبر 1954          | ?                    |
|             | مؤسسة التمويل الدولية                     | 23 أبريل 1968          | 24 سبتمبر 1984       |
|             | المنظمة الهيدروغرافية الدولية             | ?                      | ?                    |
|             | الاتحاد الدولي للاتصالات                  | 1949                   | 4 نوفمبر 1975        |
|             | البنك الدولي للإنشاء والتعمير             | 13 أبريل 1967          | 24 سبتمبر 1984       |
|             | منظمة التعاون الإسلامي                    | ?                      | ?                    |
|             | المركز الدولي لتسوية المنازعات الاستشارية | 28 أكتوبر 1968         | 7 يوليو 1995         |
|             | يونسكو                                    | 27 مايو 1950           | 11 أكتوبر 1976       |

## وصلات خارجية
- موقع وزارة الخارجية الإندونيسية
- موقع وزارة الخارجية الموزمبيقية